# Universidad Lincoln
La Universidad Lincoln (LU por sus iniciales en idioma inglés Lincoln University) es considerada la “universidad negra” más antigua, ubicada en el condado de Chester, Pensilvania. Como Horace Mann Bond escribió en su libro Education for Freedom: A History of Lincoln University, Pennsylvania, su fundación en 1854 significó la creación de “la primera institución del mundo que dio educación universitaria en artes y ciencias a la juventud descendiente de africanos”.  
Lincoln University es una institución multirracial que pertenece a la "Commonwealth System of Higher Education" de Pensilvania y parte de sus recursos económicos proceden de fondos públicos, lo que permite un cobro reducido de matrícula a estudiantes del estado. No obstante, la universidad posee un gobierno independiente.
Actualmente, Lincoln University cuenta con más de 2.500 estudiantes. La universidad también incluye el Centro de Estudios Graduados en Filadelfia, ubicado a media hora del Campus Principal. El Lincoln University Urban Center (LUUC) es una extensión del campus principal en el Campus de la ciudad de Filadelfia donde se ubican también Drexel University y University of Pennsylvania. Este campus ofrece programas de posgrado. Luego de finalizada la renovación que comenzó en 2007, el Centro Urbano será conocido como Lincoln University Plaza.

## Historia
Lincoln University fue originalmente fundada como Ashmun Institute en 1854 por el reverendo John Miller Dickey y su esposa Sarah Emlen Cresson. Su nombre se debió a Jehudi Ashmun, líder religioso y reformador social de la época. La relación de este instituto con África y los descendientes de africanos en Norteamérica fue un elemento fundamental en la creación de esta institución a mediados del siglo XIX.
En 1866, el Instituto Ashmun fue renombrado Lincoln University después del asesinato del presidente Abraham Lincoln y en 1972 pasó formalmente a formar parte del Commonwealth of Pennsylvania como institución de Educación Superior del sistema estatal.

## Presidentes
- John Miller Dickey (1854–1856)
- John Pym Carter (1856-1861)
- John Wynne Martin (1861-1865)
- Isaac Norton Rendall (1865-1906)
- John Ballard Rendall (1906-1924)
- Walter Livingston Wright (1924-1926)
- William Hallock Johnson (1926-1936)
- Walter Livingston Wright (1936-1945)
- Horace Mann Bond (1945-1957)
- Armstead Otey Grubb (1957-1960)
- Donald Charles Yelton (1960-1961)
- Marvin Wachman (1961-1969)
- Bernard Warren Harleston (1970-1970)
- Herman Russell Branson (1970-1985)
- Donald Leopold Mullett (1985-1987)
- Niara Sudarkasa (1987-1998)
- James Donaldson (1998-1999)
- Ivory V. Nelson (1999-presente)

## Facultades
Lincoln University se compone de cuatro facultades principales que albergan diferentes departamentos  Archivado el 13 de septiembre de 2008 en Wayback Machine.:

### Facultad de Humanidades
- Inglés y Ciencias de la Comunicación
- Lenguas extranjeras y Literaturas
- Filosofía y Religión
- Artes Visuales y Actuación
- Programa de Honor Horace Mann Bond

### Facultad de Ciencias Naturales y Matemáticas
- Biología
- Química
- Ciencias Ambientales
- Matemáticas y Ciencias de la Computación
- Programa de Excelencia Académica de Lincoln en Ciencias (LEAPS, por sus siglas en inglés) a través de la Fundación Nacional para las Ciencias o National Science Foundation.

### Facultad de Psicología y Ciencias Sociales
- Negocios y Tecnología de la Información.
- Justicia Criminal
- Educación
- Salud, Educación física y Recreación (HPER, por sus siglas en inglés)
- Historia y Ciencias Políticas.
- Psicología
- Sociología y Antropología

### Facultad de Posgrados
- Maestría en Servicios Humanos (MHS)
- Maestría en Educación (M.Ed)
- Maestría en Lectura (MSR)
- Maestría en ciencias de la Administración (MSA)

## Campus
El principal campus de Lincoln University consiste en un área de 422 acres (1,71 kilómetros cuadrados) con 56 edificios que suman un total de más de un millón de pies cuadrados (más de 93.000 metros cuadrados).  Cuenta con quince edificios de residencia para más de 1.600 estudiantes. La fecha de inauguración de estos edificios van desde los apartamentos para residencia del estudiantado femenino, Alumni Hall (1870), Amos Hall (1902) hasta el nuevo Apartment Style Living (ASL) Suites inaugurado en 2005. En 2007 se puso la piedra fundamental del nuevo edificio de alta tecnología de 150.000 pies cuadrados (14.000 metros cuadrados) para Ciencias y Clases Generales, con un costo de 40,5 millones de dólares a inaugurarse a fines de 2008. También se inició en 2007 un nuevo edificio para Centros Culturales de 60.000 pies cuadrados (5.600 metros cuadrados) con un costo de 26,1 millones de dólares a finalizarse en mayo de 2009. Al mismo tiempo se han iniciado las renovaciones de varios otros edificios históricos.
El Lincoln University Plaza, compuesto de seis edificios, está ubicado en la Ciudad Universitaria en su sección de Filadelfia y también aloja el Centro de Graduados. 

### Sociedades Honoríficas
- Alpha Chi - National Honor Scholarship Society
- Alpha Kappa Delta National Sociology Honor Society
- Alpha Mu Gamma National Foreign Language Honor Society
- Beta Kappa Chi Honorary Scientific Society
- Chi Alpha Epsilon National Honor Society (Act/T.I.M.E)
- Dobro Slovo - The National Slavic Honor Society
- Iota Eta Tau Honor Society
- Omicron Delta Epsilon International Honorary Society in Economics
- Phi Iota Sigma Foreign Language Honor Society
- Phi Kappa Epsilon Honor Society
- Pi Sigma Alpha National Political Science Honor Society
- Psi Chi National Psychology Honor Society
- Sigma Tau Delta English Honor Society
- Kappa Delta Pi - Tau Zeta Chapter International Honor Society in Education

### Organizaciones académicas
- Club Árabe
- Club Chino
- Club de Biología
- Club de Contadores
- Club de Economía y Negocios
- Club de Educación
- Club de Música
- Club de Psicología
- Club de Química
- Club de Sociolog’ia
- Club Español
- Club Francés
- Club Japonés
- Club Ruso
- Organización para la Concientización Política.
- Sociedad de Estudiantes de Física
- Sociedad de leyes Thurgood Marshall
- Sociedad de matemáticas y Ciencias de la Computación
- Sociedad Melvin B. Tolson (Inglés)
- Sociedad Nacional de Ingenieros Negros

### Clubes y Organizaciones Estudiantiles
- Clubes de Clases (4)
- Equipo de Práctica Duece Deuce
- Sociedad Forense
- Diversión para la vida (Fun 4 Life)
- Club Internacional
- Coro de Conciertos de Lincoln University
- Compañía de Danza de Lincoln University
- Coro Evangélico de Lincoln University
- Conjunto de Jazz de Lincoln University
- Centro Voluntario de Lincoln University
- NAACP
- Coalicioon Nacional de 100 Mujeres Negras
- Asamblea Nacional por las Mujeres Negras
- Estudiantes Contra el SIDA
- Red de Estudiantes Líderes
- Somos Uno
- Club de Moda de Ziana

### Publicaciones Estudiantiles, Radio y Televisión
- Diario: The Lincolnian
- Anuario: The Lion
- Estación de Radio del Campus: WWLU
- Emisora de Televisión del Campus: LUC-TV

### Fraternidades
- Alpha Phi Alpha - Nu Chapter, 1912
- Omega Psi Phi -  Beta Chapter, 1914
- Kappa Alpha Psi - Epsilon Chapter, 1915
- Phi Beta Sigma -  Mu Chapter, 1922
- Alpha Kappa Alpha -  Epsilon Nu, 1969
- Delta Sigma Theta - Zeta Omega Chapter, 1969
- Zeta Phi Beta -  Delta Delta Chapter, 1970
- Sigma Gamma Rho -  Xi Theta Chapter, 1995
- Iota Phi Theta -  Lincoln University Colony, 2000

## Lectura complementaria
- Educación para la libertad / Una historia de Lincoln University, de Horace Mann Bond. Copyright 1976 by Lincoln University of the Commonwealth System of Higher Education of Pennsylvania. Printed by Princeton University Press, Princeton, New Jersey.